# ユキとニナ
『ユキとニナ』（原題：Yuki & Nina）は、2009年のフランス・日本合作映画（日本では2010年公開）。
第62回カンヌ国際映画祭の監督週間で上映された。

## ストーリー
パリに住む仏日ハーフで9歳の女の子のユキは、同い年のニナと大の親友だった。だがある時両親の仲が悪くなり、母親はユキを連れて日本へ帰ることを計画する。親友と離れたくない二人は、両親の離婚を阻止するために奮闘するが、それも虚しく離婚は決定的となった。ユキとニナは家出を決意し、電車に乗ってニナの母親の故郷へ向かう。

## キャスト
- ノエ・サンピ ー ユキ
- アリエル・ムーテル ー ニナ
- ツユ・シミズ ー ジュン（ユキの母）
- イポリット・ジラルド ー フレデリック（ユキの父）
- マリリーヌ・カント ー カミーユ（ニナの母）